# Leopold Berchtold
Leopold hrabě Berchtold z a na Uherčicích, Vratěníně a Polici, německy Leopold Graf Berchtold von und zu Ungarschitz, Fratting und Pullitz maďarsky Gróf Berchtold Lipót (18. dubna 1863 Vídeň – 21. listopadu 1942 Peresznye u Šoproně), byl rakousko-uherský politik, diplomat a státník. Od mládí vystřídal řadu funkcí ve státní správě a diplomacii, v letech 1906–1911 byl rakousko-uherským velvyslancem v Rusku a nakonec v letech 1912–1915 rakousko-uherským ministrem zahraničí.

## Život

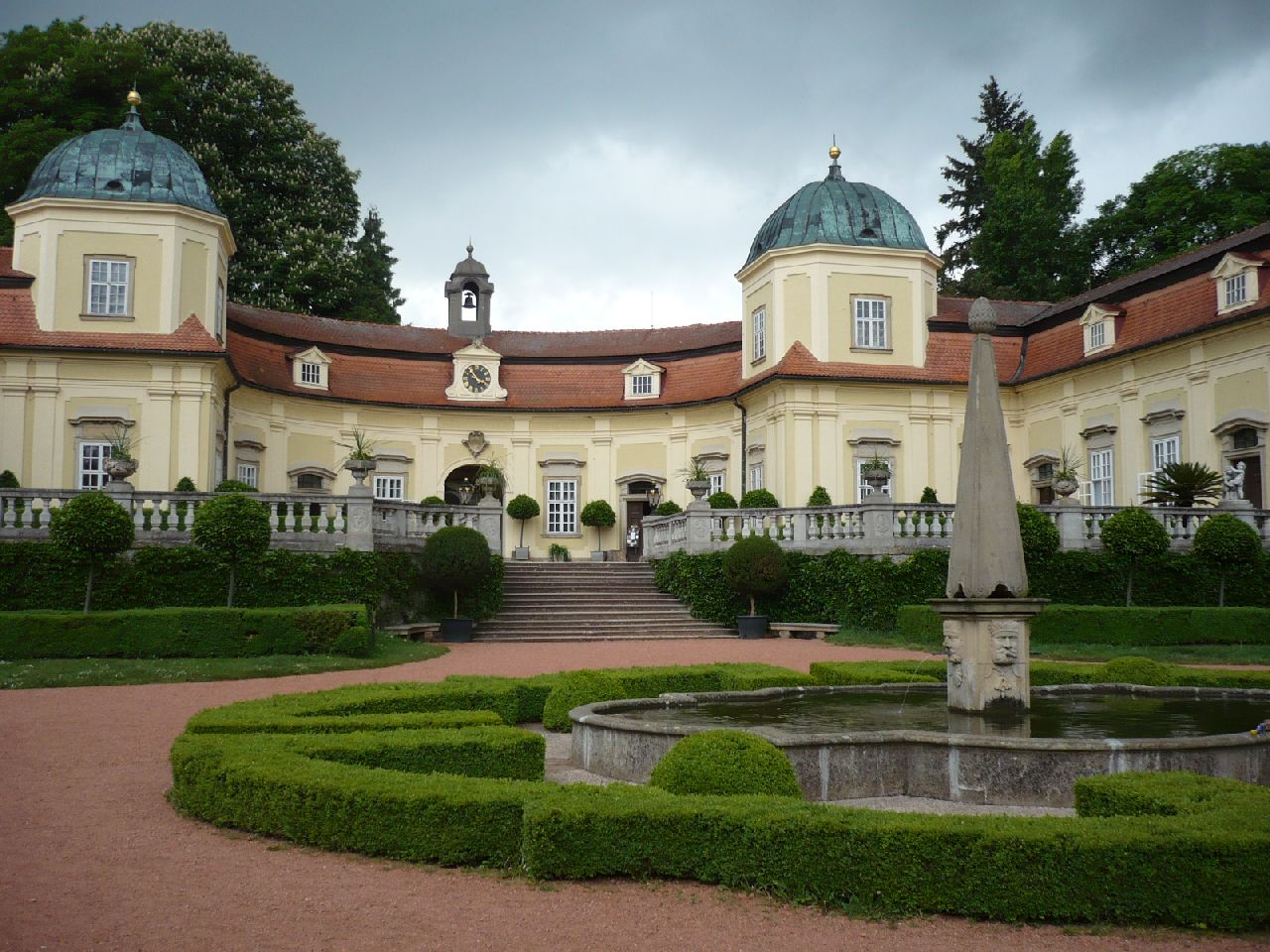
Zámek Buchlovice

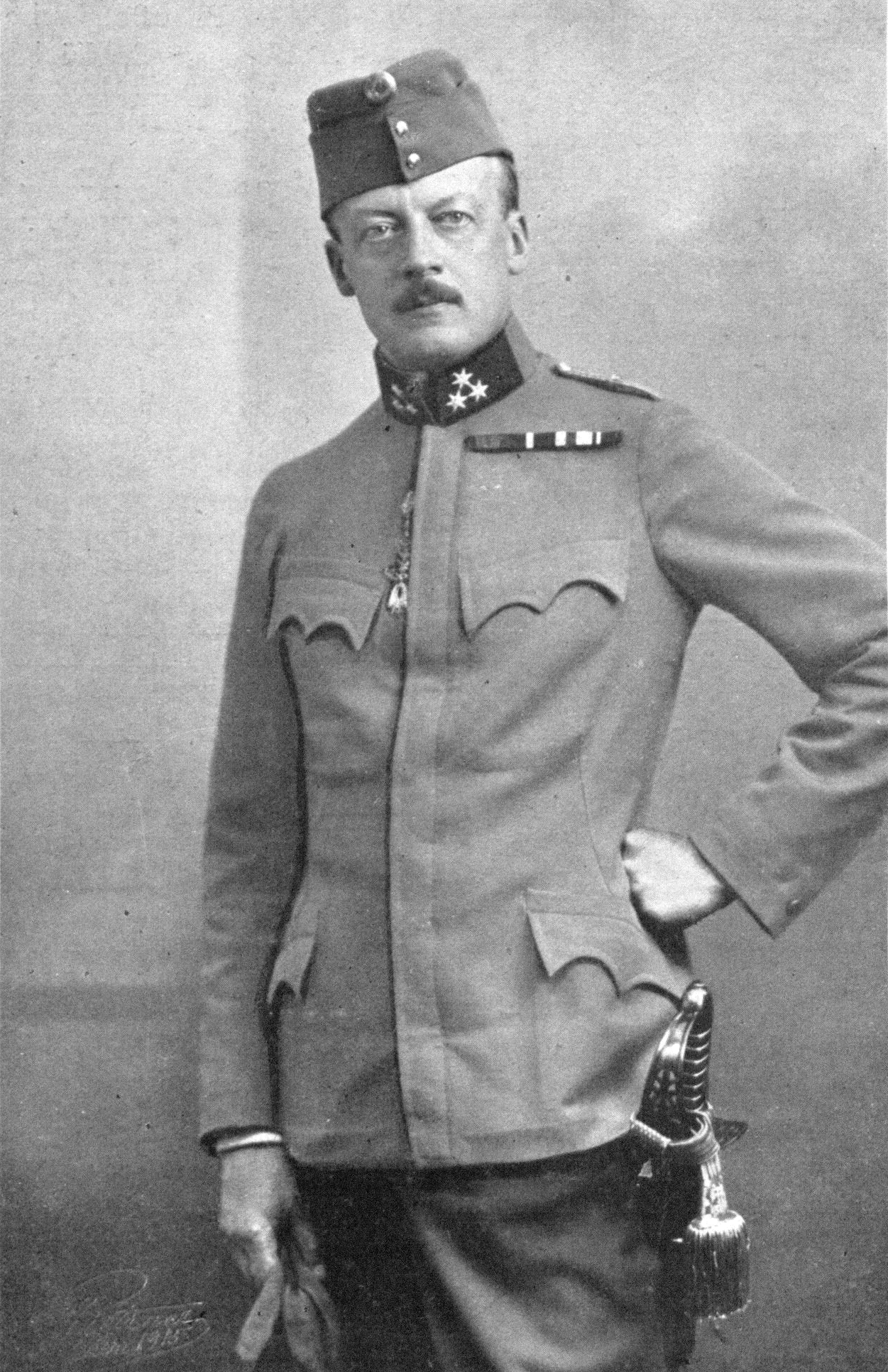
Leopold hrabě Berchtold z Uherčic, rok 1915

Leopold hrabě Berchtold, celým jménem Leopold Anton Johann Sigismund Josef Korsinus Ferdinand hrabě Berchtold von und zu Ungarschitz, Fratting und Pullitz, se narodil ve Vratěníně jako první syn Zikmunda II. Berchtolda z Uherčic a jeho manželky Josefíny z rodu Trauttmansdorffů. Měl o rok starší sestru Josefínu (1862–1888), která zemřela na zranění při pádu z koně rok po své svatbě v 25 letech.
V roce 1893 se oženil s hraběnkou Ferdinandine Károlyi (1868–1955) z uherského rodu Károlyiů. Její otec Alois Károlyi (1825–1889) působil dlouhá léta v diplomacii např. jako rakouský velvyslanec v Londýně a držel řád zlatého rouna, což se pro jeho kariéru stalo velmi prospěšné. Měl rozsáhlé državy na Moravě a v Maďarsku. A díky výhodnému manželství, to byl jeden z nejbohatších mužů říše. Od malička byl díky svému aristokratickému původu v kontaktu s císařským dvorem.
Hraběnce Károlyiové a Leopoldovi se narodili tři synové, nejstarší Alois (1894–1977), poté Adalbert (1895–1906), který v jedenácti letech podlehl obrně, a Zikmund (1900–1979).
Leopold Berchtold nechal buchlovický zámek na počátku 20. století renovovat uherskohradišťským architektem Dominikem Feyem a vídeňským profesorem Otmarem Leixnerem. K ložnicím byly přistavěny toalety a zámek úplně elektrifikován.
I u Leopolda II. se projevila pro tento rod snad až typická lidumilnost. Roku 1908 nechal v Buchlovicích postavit obvodní nemocnici a na své náklady ji také zařídil a se svou manželkou Ferdinandou, hraběnkou Károlyiovou, založil a financoval i mateřskou školu.

## Kariéra
Vystudoval práva ve Vídni. Po ukončených studiích vstoupil do státní služby, nejdříve na okresním hejtmanství v Hodoníně a pak na místodržitelství v Brně. V roce 1893 začal pracovat na ministerstvu zahraničí ve Vídni. V letech 1894–1898 pracoval jako atašé na velvyslanectví v Paříži a v letech 1898–1903 na velvyslanectví v Londýně.
V letech 1906–1911 byl velvyslancem Rakouska-Uherska v Rusku. Berchtold se v Petrohradě nejednou ocitl mezi dvěma mlýnskými kameny, jež představovala ruská politika a cíle jeho nadřízeného ministra zahraničí ve Vídni, a trpce si stěžoval na „hroznou vlastnost Aehrenthala přehlížet ty informace, které se mu nehodí do jeho komplikovaného a vratkého politického záměru“.
Dne 19. února 1912 ho císař František Josef I. jmenoval ministrem zahraničí, neboť hrabě Alois Lexa von Aehrenthal toho roku zemřel. Berchtold neukázal velké nadšení vzít na sebe nové úkoly, prý byl osobně prosit císaře Františka Josefa I., ať ho ministrem nejmenuje. Jeho jmenování bylo vnímáno skepticky ze strany politických sil. Byl vnímán jako muž troufalý, sukničkář, milovník luxusu a koní, jeho současníci ho považovali za neinteligentního a výřečného. Ve své nové pozici byl Berchtold hned pod vlivem polního maršála hraběte Franze Conrada von Hötzendorf, náčelníka štábu armády. Ten zastával tvrdou politiku vůči nacionalistickým a sociálním hnutím, která ohrožovala celistvost podunajské monarchie. Ministrem zahraničí byl do začátku roku 1915. Od roku 1916 byl nejvyšším komořím císaře Karla I. Již v roce 1912 obdržel Řád zlatého rouna.

## Působení před 1. světovou válkou
Německo a Rakousko-Uhersko vnímaly jinak vzájemné spojenectví před první světovou válkou a měly dost odlišný pohled na fungovaní aliance. Podle Andrássyho, který byl rakousko-uherským ministrem zahraničí v letech 1871 až 1879, tento pohled později přejali i Aehrenthal a Berchtold, aliance poskytovala potřebnou ochranu pro expanzi na jihovýchod pro Rakousko-Uhersko, kdežto pro Berlín znamenala zajištění na východě a západě. Ke sblížení tohoto protichůdného postoje v podstatě nikdy nedošlo.
Berchtold se ještě jako velvyslanec v Petrohradě snažil snížit napětí mezi Rakousko-Uherskem a Ruskem, způsobené rivalitou na Balkáně, proto v září roku 1908 uspořádal schůzku na svém panství Buchlov mezi rakousko-uherským ministrem zahraničí hrabětem z Aerenthalu a ruským ministrem zahraničí Alexandrem Izvolským pro zajištění neutrálního nebo souhlasného stanoviska Ruska v otázce anexe Bosny a Hercegoviny. Ta byla dle Berlínského kongresu protektorátním územím Rakouska-Uherska již od roku 1878, kdy se Rakousko-Uhersko zavázalo k zajištění klidu a míru v zemi. Izvolskij chápal anexi jako předběžnou s tím, že Rakousko-Uhersko vyčká s anexí Bosny a Hercegoviny do doby, kdy Rusko získá souhlas velmocí se změněným režimem plavby ruských válečných lodí úžinami Bospor a Dardanely, o což Rusko dlouhodobě usilovalo. Rakousko-Uhersko však po delších politických debatách rozhodlo o bezprostředním připojení Bosny a Hercegovin, to však bylo v rozporu s tím, jak si Rusko myslelo, že se dohodlo. Tento rozkol způsobil utvrzení spojeneckých vztahů mezi spojeneckými bloky, mobilizaci Srbska, odvolání ruského ministra zahraničí a málem uspíšilo rozhoření světového konfliktu. Ten byl zažehnán pouze díky neochotě spojenců Ruska přidat se k možnému konfliktu.
Během první balkánské války mezi říjnem a prosincem 1912 Berchtold bránil za každou cenu zachování územního členění regionu. Po válce podpořil vznik státu Albánie, aby se zabránilo Srbsku získání územního koridoru k Jaderskému moři. Rakousko-uherská diplomacie se dále snažila o zastavení postupu vlivu Ruska směrem k Istanbulu a učinit z něj pravoslavný Cařihrad. Snížit vliv Ruska v Rumunsku se nepodařilo, avšak podařilo se zajistit si svůj vliv v Bulharsku, čímž se překazily ruské snahy.
Konflikt si však svou záminku našel, během roku 1913 srbská vláda radikalizuje své politické úsilí o vytvoření nezávislého státu, který by zahrnoval všechny oblasti jižních Slovanů. Což znamenalo ve skutečnosti podporovat nacionální snahy jižních slovanských národů o vymanění se z područí Rakouska-Uherska. Nejasná zahraniční politika ministra zahraničí Berchtolda napomohla k eskalaci napětí mezi Rakousko-Uherskem a Srbskem, které vyvrcholilo atentátem na Františka Ferdinanda d'Este a jeho manželku Žofii Chotkovou v Sarajevu dne 28. června 1914 rukou srbského atentátníka, který působil v teroristické organizaci Černá ruka, Gavrilo Principa.
To vyvolalo boj na Rakousko-Uherské politické scéně. Proti sobě stáli přívrženci a odpůrci vpádu do Srbska. Na jedné straně velitel generálního štábu Conrad von Hötzendorf, který spolu s nejvyššími představiteli armády volal po odvetném útoku, tichou podporu vzkázalo také Německo prostřednictvím hraběte Hoyose. A politiky na druhé straně byli ministerský předseda István Tisza, ministr zahraničí Berchtold a císař František Josef i korunní princ Karel, avšak bohužel nejsilnější osobností tohoto tábora, který tušil v nadcházejícím konfliktu konec R-U, byl právě František Ferdinand.
Byť byl Berchtold odpůrce války, byl pod stále větším tlakem armádních kruhů v čele s náčelníkem generálního štábu Conradem von Hötzendorfem a německou vládou. Dne 30. června se setkal s německým velvyslancem ve Vídni, hrabětem Heinrichem von Tschirschky, který hovořil jménem své vlády, aby byla přijata silná opatření vůči Srbům. O čtyři dny později Viktor Naumann, německý ministr zahraničí, nabídl plnou podporu své vlády v případě, že by Rusko zasahovalo do krize ve prospěch Srbska.
Berchtold si stále nebyl jist, a proto sepsal dopis určený pro německého císaře Viléma II., podepsaný Františkem Josefem, ve kterém se snažil přesvědčit císaře a německou vládu o odpovědnosti Srbska za atentát. 6. července poskytl německý císař spolu se svým předsedou vlády „bianco šek“ Rakousku-Uhersku. To utvrdilo Hötzendorfa a napomohlo k eskalaci konfliktu.
Po tomto symbolu ze strany Německa se Berchtold začíná přiklánět na stranu Hötzendorfa a k invazi do Srbska. Vyhýbá se informování italské vlády ze strachu, že ta informuje Rusko, a to začne mobilizovat.
10. července poslal svého spolupracovníka Friedricha von Wiesner do Bělehradu, aby zjistil, jak probíhá vyšetřování zavraždění arcivévody. Wiesner ho informoval, že nic nenasvědčovalo tomu, že srbská vláda byla spojena s atentátem v Sarajevu. Nicméně Berchtold skryl tuto informaci před císařem Františkem Josefem, který v té době byl ve své letní rezidenci v Bad Ischlu.
Dne 14. července také lhal Berchtold Tiszovi, že rakousko-uherská vláda vyřeší krizi diplomatickou cestou s Bělehradem a nebude požadovat žádné územní nároky na Srbsku. Ale ve skutečnosti již v té době Hötzendorff a Krobatin plánovali územní rozdělení Srbska na papíře. Všeobecně začalo podezření o této činnosti, a proto Tisza požádal Františka Josefa o dávku tolerance vůči Srbsku. Ale Berchtold zachytil tyto dopisy, které nikdy nebyly císaři doručeny.
21. července podepsal císař ultimátum schválené hrabětem Berchtoldem a 23. vládní radou, částečně tvořenou velením armády. V něm však nehrozilo Rakousko vyhlášením války, ale stažením rakouského velvyslance z Bělehradu. Srbská strana přistoupila 25. července na všechny body, např. na veřejnou omluvu za atentát, kromě 6. bodu, kde Rakousko požadovalo vlastní vyšetření a potrestání spolupachatelů atentátu na území Srbska. To bylo Srbskem bráno jako narušování vlastního soudnictví a narušování suverenity a chtělo o něm dále vyjednávat.
Proto 28. července vydal císař František Josef I. Manifest Mým věrným národům rakouským, čímž vyhlásilo Rakousko-Uhersko válku Srbsku a kvůli spojenectvím a smlouvám válka eskalovala do světového měřítka.

## Působení v 1. světové válce a život po válce
Teoreticky bylo Srbsko odsouzeno k porážce, ale když 12. srpna maršál Hötzendorf zahájil invazi do země, setkal se s nesmiřitelným odporem. V polovině prosince byli Rakušané vyhnáni od srbského území. V této souvislosti Berchtold znovu změnil svůj postoj, a tím si znepřátelil Hötzendorfa.
Válkou skončila i Berchtoldova kariéra. Císařským dvorem a jeho politickými kolegy byl vnímán jako milý a společenský člověk se sociálním cítěním, avšak byl považován za politika slabého, bez autority a umění kvalitně rozhodovat a razantně řešit krize. Leopold hrabě Berchtold podal 13. ledna 1915 demisi a po krátké pauze přešel na méně zodpovědný post vrchního hofmistra následníka trůnu arcivévody Karla. Když se Karel stal roku 1916 císařem, začal Berchtold působit jako nejvyšší komoří, jímž zůstal až do konce války.
Po smrti se vrátil zpět do vlasti. Je pochován v kapli sv. Barbory nedaleko hradu Buchlova.